# تریومف اسپید فور
تریومف اسپید فو (انگلیسی: Triumph Speed Four) یک موتورسیکلت چهارسیلندر خیابانی یا استریت فایتر است که توسط موتورسیکلت تریومف از سال ۲۰۰۲ تا ۲۰۰۶ به عنوان برادر نیکد یا بدون نما از موتورسیکلت اسپرت تی‌تی۶۰۰ که در سال ۱۹۹۹ معرفی شد ساخته شد.
این موتورسیکلت یک انجین چهار سیلندر خطی ۵۹۹ سی‌سی است که در تی‌تی۶۰۰ استفاده شده است. حداکثر سرعت این موتورسیکلت ۱۳۵ مایل در ساعت (۲۱۷ کیلومتر در ساعت) و ۰–۶۰ مایل در ساعت (۰–۹۷ کیلومتر در ساعت) ۴٫۵ ثانیه است. موتورسواران در سال ۲۰۰۲ سرعت ۰ تا ۱/۴ مایل (۰٫۰۰ تا ۰٫۴۰ کیلومتر) را در ۱۱٫۶۵ ثانیه در ۱۱۴٫۹ مایل در ساعت (۱۸۴٫۹ کیلومتر در ساعت) و ۰ تا ۶۰ مایل در ساعت (۰ تا ۹۷ کیلومتر در ساعت) در ۳٫۷۱ ثانیه آزمایش کرد.

## مجموع تولیدات
پس از فروش کمپانی تریومف تأیید کرده است که ۴٫۶۰۶ دستگاه اسپید فور از سال ۲۰۰۲ تا ۲۰۰۶ تولید شده است. از این تعداد ۱۰۱۱ دستگاه برای بازار ایالات متحده و ۵۴ دستگاه دیگر برای کانادا تولید شده است.